# Mycetina emmerichi
Mycetina emmerichi is een keversoort uit de familie zwamkevers (Endomychidae). De wetenschappelijke naam van de soort werd in 1838 gepubliceerd door Mader.